# Martín Labollita
Martín Labollita (Buenos Aires, 27 de septiembre de 1980) es un Maestro Internacional de ajedrez argentino.

## Resultados destacados en competición
Fue una vez ganador del Campeonato de Argentina de ajedrez, en los años 2002, después del ganar el desempate frente a Sergio Slipak.
Participó representando a Argentina en una Olimpíadas de ajedrez en el año 2002 en Bled.
Juega al ajedrez en el Círculo de Ajedrez Torre Blanca, comenzó a destacar en los campeonatos por edades, ganó los siguientes campeonatos nacionales, en el 1992 campeón de Argentina sub-12 en Rafaela, en el 1994 campeón de Argentina sub-14 en Tres de Febrero y en el 1996 campeón de Argentina sub-16 en Capital Federal.